# Танґіпаоа (парафія)
Шаблон:StateAbbr_ 30°37′36″ пн. ш. 90°24′20″ зх. д. / 30.62665° пн. ш. 90.40568° зх. д.
Округ  Танґіпаоа (англ. Tangipahoa Parish) — округ (парафія) у штаті  Луїзіана, США. Ідентифікатор округу 22105.

## Історія
Парафія утворена 1868 року.

## Демографія
За даними перепису 
2000 року 
загальне населення округу становило 100588 осіб, зокрема міського населення було 47207, а сільського — 53381.
Серед мешканців округу чоловіків було 48481, а жінок — 52107. В окрузі було 36558 домогосподарств, 25768 родин, які мешкали в 40794 будинках.
Середній розмір родини становив 3,19.
Віковий розподіл населення поданий у таблиці:
| Стать    | До 15 років | 15-21 | 22-29 | 30-39 | 40-49 | 50-65 | 65-85 | Понад 85 |
| -------- | ----------- | ----- | ----- | ----- | ----- | ----- | ----- | -------- |
| Чоловіки | 11773       | 6249  | 5562  | 6558  | 7096  | 6968  | 3948  | 327      |
| Жінки    | 11077       | 6731  | 5807  | 7114  | 7575  | 7388  | 5549  | 866      |

## Суміжні округи
- Пайк, Міссісіпі — північний схід
- Сент-Таммані — схід
- Вашингтон — схід
- Сент-Джон-Баптист — південь
- Лівінґстон — захід
- Сент-Гелена — захід
- Емайт, Міссісіпі — північний захід

## Виноски
1. ↑  https://hdl.handle.net/2027/pst.000018406139?urlappend=%3Bseq=87%3Bownerid=13510798899422749-105
2. ↑  U.S. Decennial Census. United States Census Bureau. Процитовано 2 вересня 2014.
3. ↑  Historical Census Browser. University of Virginia Library. Архів оригіналу за 11 серпня 2012. Процитовано 2 вересня 2014.
4. ↑  Population of Counties by Decennial Census: 1900 to 1990. United States Census Bureau. Процитовано 2 вересня 2014.
5. ↑  Census 2000 PHC-T-4. Ranking Tables for Counties: 1990 and 2000 (PDF). United States Census Bureau. Процитовано 2 вересня 2014.
6. ↑  State & County QuickFacts. United States Census Bureau. Архів оригіналу за 21 серпня 2011. Процитовано 18 серпня 2013. [Архівовано 2011-08-21 у Wayback Machine.](англ.) Наведено за англійською вікіпедією.
7. ↑  American FactFinder. Бюро перепису населення США. Архів оригіналу за 26 лютого 2012. Процитовано 31 січня 2008. [Архівовано 2008-05-21 у Wayback Machine.]

1
| США | Це незавершена стаття з географії США. Ви можете допомогти проєкту, виправивши або дописавши її. |